# 1951 na literatura

## Nascimentos
| Data           | Nome                                | Profissão                    | Nacionalidade  | Observações                           | Ref   |
| -------------- | ----------------------------------- | ---------------------------- | -------------- | ------------------------------------- | ----- |
| 24 de Maio     | Ricardo de Carvalho Duarte (Chacal) | poeta                        | Brasil         |                                       |       |
| 24 de Agosto   | Orson Scott Card                    | escritor                     | Estados Unidos |                                       |       |
| 24 de Agosto   | Oscar Hijuelos                      | escritor                     | Estados Unidos | m. 2013 Prémio Pulitzer Ficção (1990) | [ 1 ] |
| 8 de setembro  | Isabel de Sá                        | artista plástica e escritora | Portugal       |                                       |       |
| 15 de setembro | Federico Jiménez Losantos           | jornalista e escritor        | Espanha        |                                       |       |
| 1 de Dezembro  | Walcyr Carrasco                     | escritor                     | Brasil         |                                       |       |

## Mortes
| Data           | Nome                | Profissão             | Nacionalidade  | Observações | Ref |
| -------------- | ------------------- | --------------------- | -------------- | ----------- | --- |
| 7 de Janeiro   | René Guénon         | escritor              | França         | n. 1886     |     |
| 10 de Janeiro  | Sinclair Lewis      | escritor              | Estados Unidos | n. 1885     |     |
| 19 de Janeiro  | André Gide          | escritor              | França         | n. 1869     |     |
| 28 de março    | Oliveira Viana      | historiador e jurista | Brasil         | n. 1883     |     |
| 12 de novembro | Dilermando de Assis | militar e escritor    | Brasil         | n.1888      |     |

## Prémios literários
- Nobel de Literatura - Pär Lagerkvist.
- Prémio Machado de Assis - Augusto Magne